# Море Лаптєвих
Мо́ре Ла́птєвих (рос. море Лаптевых, якут. Лаптевтар байҕаллара) — окраїнне море Північного Льодовитого океану, біля північного узбережжя Азії, між островами Північна Земля та Новосибірськими. Зі сходу море сполучається протоками зі Східно-Сибірським морем, а на заході з Карським, на півночі вільно сполучається з вкритими кригою водами Північного Льодовитого океану. Площа акваторії моря 663 тис. км², об'єм вод 353 тис. км³. Переважні глибини 30 — 80 м, середня глибина 533 м, найбільша глибина 3385 м. Материкові береги низовинні, розчленовані затоками. Острови розташовані переважно у західній частині моря, вони мають високі, уривисті береги, з прошарками льоду. Температура води влітку +8…+10 °C у прибережній частині і +2…+3 °C (у центральній частині). Солоність води взимку від 20—25 ‰ на південному сході до 34 ‰ на півночі, влітку — 5—10 ‰. Більшу частину року море вкрите кригою. Найбільше поселення і порт —Тіксі.

## Назва
Море назване на честь його дослідників, двоюрідних братів Дмитра та Харитона Лаптєвих. Уперше так назвав море російський океанограф Ю. М. Шокальський у своїй праці 1913 року. До 1935 року море офіційно носило ім'я Норденшельда, шведського полярного дослідника Адольфа Норденшельда, що пройшов північно-східним морським шляхом із Атлантики до Тихого океану 1878 року на пароплаві «Вега». Сибірські козаки називали його Ленським, за назвою найбільшої річки, що впадає до нього. В іноземних джерелах часто зустрічається назва Сибірське море. якутською мовою називається «Лаптевтар байҕаллара».

## Фізико-географічне положення
За географічним положенням і гідрологічними умовами, відмінними від океану, з яким море вільно обмінюється водами, воно належить до типу материкових окраїнних морів. Море Лаптєвих лежить в євразійському секторі Північного Льодовитого океану, між архіпелагом Північної Землі і Таймирським півостровом на заході і Новосибірськими островами на сході, між паралелями 81° 16' і 70° 42' північної широти і меридіанами 95° 44' і 143° 30' східної довготи. Площа акваторії моря 662 тис. км².

### Межі й протоки
Море обмежене як природними рубежами, так і має кордони, що визначаються умовними лініями. Згідно з визначенням меж акваторій Світового океану Міжнародною гідрографічною організацією (англ. International Hydrographic Organization) з поправками на сучасні назви та щодо північної межі, пізніше віднесеної далі на північ до меж континентального шельфу, кордони моря наступні:
- Північна межа моря проходить локсодромією від мису Арктичний (колишній Молотова) на острові Комсомолець архіпелагу Північна Земля до точки перетину меридіана 139° східної довготи з краєм материкової мілини на північ від берега острова Котельний архіпелагу Новосибірських островів (79° північної широти).
- Східна межа моря проходить від вищезазначеної точки над краєм шельфу до західного берега острова Котельний, далі по західному кордону протоки Саннікова, огинає західні береги островів Великий і Малий Ляховський (протока Етерікан між цими островами), далі західним кордоном протоки Дмитра Лаптєва до мису Святий Ніс на континенті (берег Ойогосський Яр).
- Південна межа моря проходить материковим берегом Євразії від мису Святий Ніс до вершини Хатанзької затоки.
- Західна межа проходить від гирла Хатанзької затоки східним кордоном протоки Вількицького до мису Вайгач острова Більшовик архіпелагу Північна Земля, далі східними берегами до мису Піщаного, через протоку Шокальського до мису Анучина острова Октябрської Революції, далі через протоку Червоної Армії до мису Арктичний на острові Комсомолець.

### Острови
У морі Лаптєвих налічується кілька десятків островів загальною площею 3784 км². Більшість з них знаходиться в західній частині моря, причому місцями вони розташовуються групами, місцями поодинці. Безліч дрібних островів розташовані по дельтах річок.
Найбільш значні групи островів, що повністю лежать в акваторії моря:
- Комсомольської Правди,
- Вількицького,
- Фаддєя,
- Петра.

Серед поодиноких островів своїми розмірами виділяються:
- Старокадомського і Малий Таймир з групи островів Північна Земля,
- Великий Бегичев в гирлі Хатанзької затоки,
- Піщаний на схід від Великого Бегичева,
- Столбовой і Бєльковський з групи Новосибірських островів,
- Ярок в Янській затоці,
- Дянгилах та купа невеличких в Оленьоцькій затоці (Болдьор-Арита, Голуб-Тьорюр-Арита, Окуоллах-Арита,Ілін-Голуб-Тьорюр-Арита, Ольоте-Арита, От-Ари, Сюгюлдьор-Арита, Швед-Маяктах-Арита, Касьян-Арита, Кугун-Арита, Кьорсюсе-Кумага, Оїннігес-Ари, Уйбакан-Пастах-Ари, Биликтах-Арита).

Танення і абразійно-прибійна діяльність хвиль пришвидшують ерозію островів складених викопним льодом і піщано-глинистими наносами. Наприклад, відкриті 1815 року острови Семенівський і Василівський (74° 12' пн. ш., 133° сх. д.) незабаром зникли з карт, тепер на їхньому місці однойменні мілини («банки»).

### Береги і затоки
Береги моря досить сильно порізані, значно розчленовані східні берега островів Північної Землі і Таймирського півострова, велика кількість заток, губ, бухт, півостровів і мисів різної форми і величини. Ландшафти берегів моря досить різноманітні. Місцями до води підходять невисокі гори (західне узбережжя), місцями вони відступають в глиб суші. Велика частина узбережжя низинна, переважно південне. Різне за рельєфом і будовою узбережжя моря на різних ділянках належить до різних за морфологією типів берегів. Здебільшого абразійні і акумулятивні форми, але місцями зустрічаються й крижані береги:
- Східні узбережжя островів архіпелагу Північна Земля урвисті, або абразійно-акумулятивні бухтові, або крижані й термоабразійні в рихлих четвертинних відкладах. Льодовикові язики спускаються до моря й утворюють айсберги[2].
- Західне материкове узбережжя моря, півострів Таймир і далі на схід до Анабарської затоки, абразійно-акумулятивне бухтове. Берегова лінія утворює кілька великих заток (Хатанзьку, Фаддєя, Терези-Кловенес), бухт (Кожевнікова, Нордвік), губ і півостровів (Хара-Тумус, Нордвік).
- Центральне материкове узбережжя від Анабара до Верхоянського хребта потамогенне, утворене дельтовими наносами великих річок, зайняте Північно-Сибірською низовиною. Анабарська губа Анабарської затоки, Оленьокська затока.
- Східне материкове узбережжя абразійно-акумулятивне бухтове в процесі вирівнювання, зайняте Яно-Індігірською низовиною. Янська затока, бухта Тіксі, губи Ванькіна, Буор-Хая, Селляхська, Ебелляхська, півострови Буор-Хая і Широкостан.
- Західне узбережжя острова Великий Ляховський абразійно-бухтове, а Малий Ляховський низовинне термоабразійне в рихлих піщано-глинистих відкладах. Узбережжя тут порізане мало. Півострів Кігілях на острові Великий Ляховський, Нерпича губа на острові Котельничий.

У деяких місцях південного узбережжя берегова лінія невизначена чітко, літораль має значну протяжність і під час припливів і відпливів затоплюються і оголюються значні площі суходолу, подібно до Ваттового моря на північному заході Німеччини. Танення і абразійно-прибійна діяльність хвиль пришвидшують ерозію крижаних берегів. У оголених шарах викопної криги знаходять численні останки мамонтів. На узбережжях багато плавника — стовбурів дерев винесених річками.

### Річковий стік

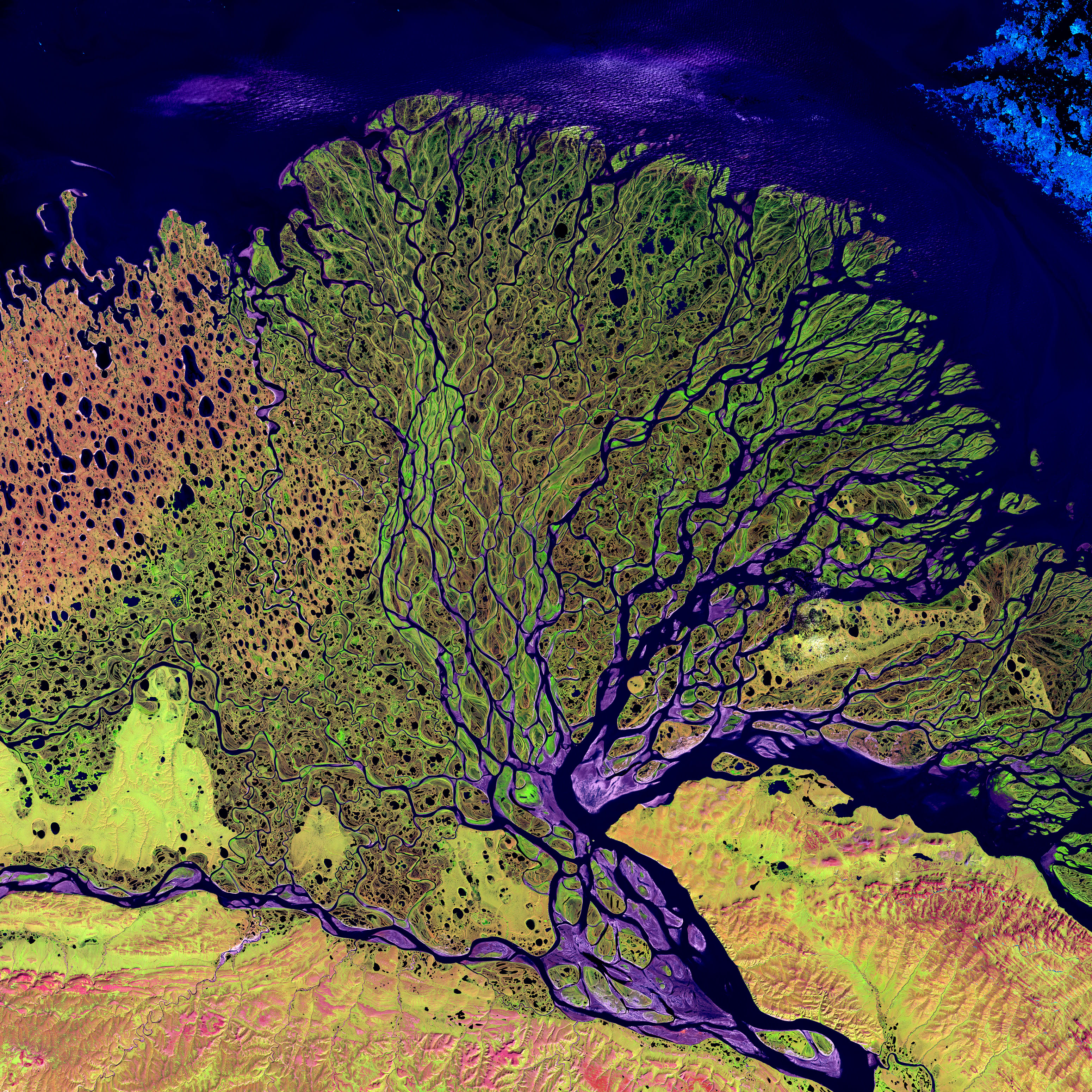
Дельта Лени, супутниковий знімок

Дуже важливу роль у формуванні природи моря відіграє материковий річковий стік. У це море впадає кілька великих і безліч дрібних річок. Загальний обсяг щорічного стоку в море дорівнює приблизно 720 км³ (30 % від загального обсягу рідкого стоку в усі арктичні моря Євразії). Найбільший річний стік дає Лена — щорічно приносить близько 515 км³ води, Хатанга — понад 100 км³, Яна — понад 30 км³, Оленьок — близько 35 км³, Анабар — менше 20 км³. Інші річки загалом дають близько 20 км³ води на рік. Однак розподіл стоку дуже нерівномірний у часі й просторі. Приблизно 90 % припадає на літні місяці (червень—вересень), з яких на серпень падає близько 35-40 % річного стоку, тоді як в січні лише в 5 %. Така нерівномірність розподілу стоку протягом року пояснюється домінуванням снігового живлення річок. Переважний стік надходить до східної частини моря (тільки Лена дає 70 % всього берегового стоку), річки на захід від дельти Лени, дають всього 20 % від загального обсягу стоку. Загалом в південно-східній акваторії моря річкові води становлять більше половини від загального обсягу морської води.
Залежно від кількості принесеної ріками води і гідрометеорологічної обстановки річкові води відносить то на північний схід (до північної межі острова Котельного), то далеко на схід, через протоки до Східно-Сибірського моря.

## Геологія і рельєф дна

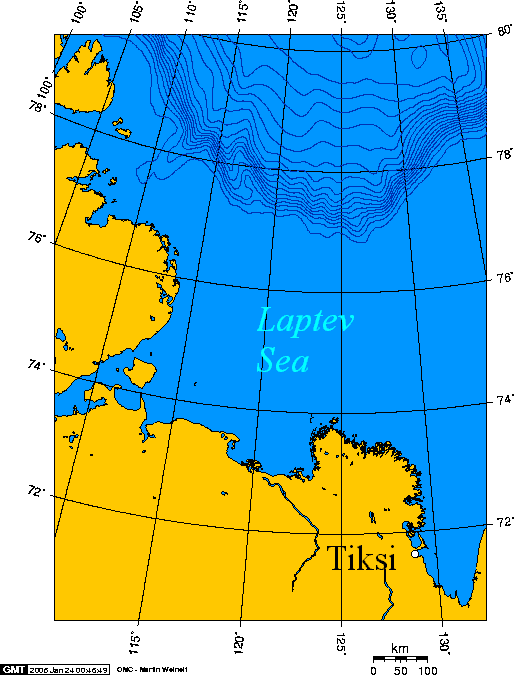
Батиметрія західної акваторії моря Лаптєвих

Море Лаптєвих цілком займає місцеву ділянку арктичного континентального шельфу Азії (75 % площі акваторії), охоплює материковий схил і невелику частину ложа океану (25 %).
Танення льоду і хвильоприбійний процес сильно прискорюють денудацію берегів Моря Лаптєвих, що іноді призводять до знищення невеликих островів. Наприклад, відкриті острови Семенівський і Василівський 74° 12' пвн. ш., 133е 20' сх. д.) В шарах льоду що оголюються під дією ерозії знаходять численні залишки тварин дольодовикового періоду. Берег в протоці Дм. Лаптєва названий Мамонтовим берегом, так як четвертина товща рясніє залишками цих вимерлих тварин.
Як показали дослідження, в сучасну епоху материкове узбережжі Моря Лаптєвих піднімається. Відносна швидкість ізостатичного підняття збільшується із заходу на схід від 2,2 мм/рік в затоці Булункан (бухта Тіксі) до 6,7 мм/рік у мису Шалаурова.

### Геологічна історія
Архіпелаг Північна Земля є продовженням палеозойської і мезозойської складчастості півострова Таймир, а Новосибірські острови в більшій своїй частині є продовженням мезозойської і кайнозойської складчастості Верхоянського хребта. Найголовніші особливості рельєфу дна Моря Лаптєвих визначилися піздньонеогеновими — ранньоплейстоценовими тектонічними розривами. В процесі геологічного розвитку морі Лаптєвих неодноразово зазнавало трансгресії і регресії. Стародавні ерозіонні форми рельєфу дна були сформовані в кінці пліоцену-початку плейстоцену при відносному зниженні рівня моря (на 400—500 м нижче сучасного рівня). У цей період берегова лінія розташовувалася на місці верхнього краю материкового схилу. На початку верхнього плейстоцену рівень моря був на 80-100 м вище сучасного. Пізніше він почав поступово знижуватися і досяг положення, близького до сучасного, в період Сартанського заледеніння — 20 Кілороків тому.

### Рельєф дна
Дно моря являє собою рівнину, яка на початку полого знижується, а потім круто обривається на північ. Рельєф дна цієї рівнини пересічений порівняно слабо. На ній виділяється кілька жолобів, височин і банок (Семенівська і Василівська банки в східній частині моря). Рельєф дна південній (шельфової) частини Моря Лаптєвих дуже складний; тут спостерігаються численні депресії ерозійного і тектонічного походження, продовження підводних русел сучасних річок, а також мілководдя і банки. У формуванні рельєфу дна і берегів істотну роль відіграли древні річки і льодовики. Цікавими в рельєфі дна моря є ряд затоплених річкових долин Хатанги, Оленька (воронкоподібний жолоб), Яни (вузький і довгий жолоб, що проявляється на північ від острова Столбовий) й Лени (широка коротка долина).
Материковий схил прорізаний глибоководним жолобом Садко, який на півночі переходить в улоговину Нансена.
Переважна частина моря дуже мілководна. Половину всієї його площі (54 %) займають глибини до 50 м, а на південь від 76° північної широти глибини не перевищують 25 м. Північна частина моря значно глибше, у цьому районі глибини поступово збільшуються від 50 до 100 м, а потім різко зростають до 2000 м і більше. Середня глибина моря 533 м, найбільша глибина 3385 (жолоб Садко) м. При такому великому контрасті природні умови моря характеризують глибини у 50-100 м.

### Донні відклади
Донні відклади в мілководній частині представлений піском і мулом, в глибоководній — мулом. Дно моря на мілинах і банках інколи вкрите галькою та щебенем. У східній частині моря під тонким шаром осаду зустрічається друге «крижане» дно реліктового льоду.

## Клімат
Високоширотне положення моря, велика віддаленість від Атлантичного і Тихого океанів, близькість азійського материка і полярної арктичної криги роблять море Лаптєвих одним з найсуворіших серед усіх арктичних морів Євразії. Акваторія моря лежить в арктичному кліматичному поясі. Клімат у загальних обрисах може бути охарактеризований як арктичний континентальний (цілий рік переважає полярна повітряна маса), з помітно вираженими морськими рисами. Континентальність клімату найбільш чітко проявляється через великі річні коливаннях температури повітря, які трохи згладжує вплив моря. Льодовий покрив цілорічний. Низькі температури повітря цілий рік. Холодні зима і літо. У південних районах моря 3 місяці триває полярний день і стільки ж полярна ніч, у північних районах — до 5 місяців. Значна протяжність моря з південного заходу на північний схід створює місцеві кліматичні відмінності, помітно виражені по сезонах. Атмосферних опадів випадає недостатньо, річна кількість опадів не перевищує 100 мм, максимум (85 % річної суми) припадає на літо.
Синоптичну обстановку і погоду над морем Лаптєвих у різні пори року визначають впливи різні атмосферні центри. Акваторія моря більшу частину року потрапляє під вплив Сибірського максимуму, що обумовлює відносно слабку циклонічну діяльність і переважно слабкі вітри, що мають мусонний характер.

### Зима

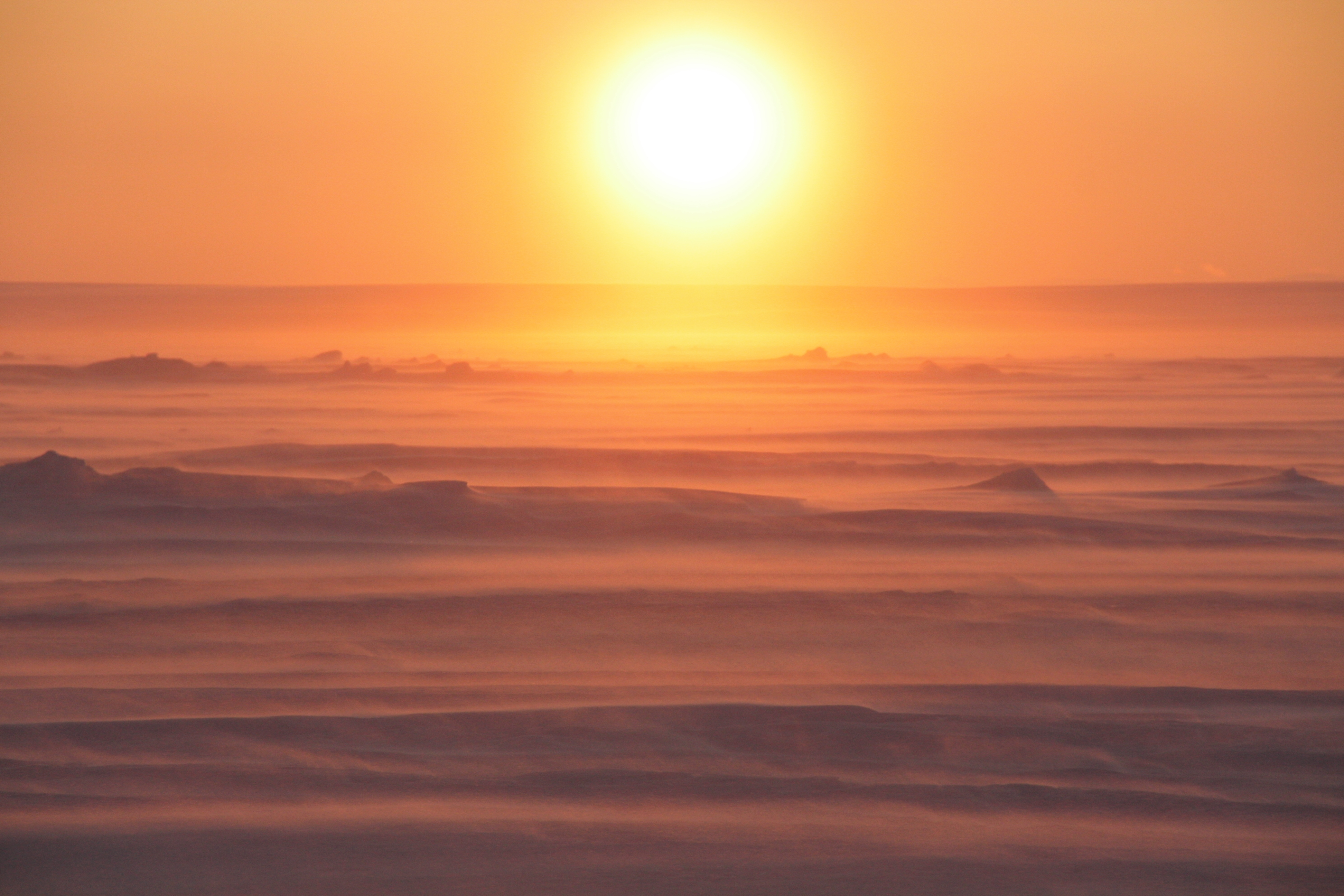
Весняна надвечірня завірюха

Узимку південно-східна частина моря знаходиться переважно в зоні впливу області високого атмосферного тиску відрогу Сибірського антициклону; північна — гребня Полярного максимуму, до західної частини іноді підходить улоговина Ісландського мінімуму. Тому в цей сезон переважають південні і південно-західні вітри зі швидкістю 8 м/с, яка зменшується до штилів наприкінці сезону. Повітря сильно вихолоджується, його температура над морем в загальному знижується з північного заходу на південний схід до середньомісячних значень в січні -26…-29 °C, мінімальні можуть сягати нижче за -50 °C. Спокійна і малохмарна зимова погода переривається рідкісними циклонами, що проходять смугою трохи південніше моря. Циклональна діяльність викликає сильні холодні північні вітри і завірюхи, які тривають кілька днів.

### Літо
У теплий сезон починається руйнування областей високого атмосферного тиску і стає менш помітною улоговина низького тиску. Барична обстановка нагадує зимову, але більш розмита, тому весняні вітри мають дуже нестійкі напрямки, окрім південних іноді дмуть північні. Зазвичай вітри рвучкі, але невеликої сили. Переважає хмарна холодна погода. Влітку Сибірський максимум відсутній, а Полярний максимум досить слабкий. На південь від моря тиск знижений, над самим морем він трохи підвищений. Внаслідок цього найчастіше дмуть північні вітри зі швидкістю 3-4 м/с. Сильні вітри (швидше за 20 м/с) влітку не спостерігаються. Загалом місяців із середньою температурою вище нуля не більше трьох (червень-серпень) на півдні, не більше одного (серпень) на півночі. Температура повітря неухильно підвищується, середньомісячні значення в серпні досягають максимуму, +1…+5 °C над центральною частиною моря. На узбережжі в закритих бухтах повітря значно прогрівається, так у бухті Тіксі спостерігалась максимальна температура +32,7 °C, хоча трапляється таке рідко. Для літа характерне посилення циклонічної діяльності, над південною частиною моря часто проходять циклони, над морем встановлюється похмура погода з безперервною мрячкою, часті тумани. Наприкінці серпня починає формуватися Сибірський максимум, починається перехід до осені. Восени нестійкі вітри, переважно південного напрямку, посилюються до штормових. Циклональна діяльність і хмарність зменшуються.

## Гідрологія
Значний материковий стік, поширення опріснених вод на великих просторах моря разом з іншими факторами (суворість клімату, вільний водообмін з Північним Льодовитим океаном, цілорічна морська крига на значних площах) помітно позначаються на гідрологічних умовах морських вод моря Лаптєвих. Тривале сильне охолодження і спокійний зимовий вітровий режим — найважливіші кліматичні риси моря, які суттєво відбиваються на характеристиці його вод, що проявляється на величинах розподілу, просторово-часовій мінливості океанологічних характеристик.

### Температура води
Більшу частину року температура морської води близька до точки замерзання. У холодні сезони температура вод швидко знижується восени, а взимку на поверхні від -0,8 °C (острів Моустах) до -1,7 °C (мис Челюскін). У перші місяці весняного прогріву відбувається танення льоду, на яке витрачається велика кількість енергії, що надходить, тому температура води залишається зимовою. Тільки в прибережних районах, особливо біля гирлових областей, які раніше за інші акваторії очищаються від льоду, температура води підвищується. Загалом температура води знижується з півдня на північ і зі сходу на захід (бо теплі річкові води надходять в південно-східну акваторію моря). Влітку поверхня моря прогрівається до +10…+14 °C на півдні (губа Буор-Хая), до +3…+5 °C в центральних районах, +0,8…1,0 °C поблизу Котельного та миса Челюскін.
Вертикальний розподіл температури води неоднаковий в холодний і теплий сезони. Взимку в районах з глибинами до 50-60 м температура морської води ізостатична від поверхні до дна. У прибережній зоні вона дорівнює -1,0…-1,2 °C, а у відкритому морі біля -1,6 °C. Над великими глибинами на горизонтах 50-60 м температура води підвищується до +0,1…+0,2 °C, що пояснюється припливом інших солоніших вод. На півночі в районах значних глибин температура морської води від'ємна в поверхневому шарі 100 м, нижче якого вона підвищується до +0,6..+0,8 °C, а нижче 300 м вона знову повільно знижується аж до самого дна. Такі значення підвищеної температури морської води в шарі 100—300 м пов'язані з проникненням теплих атлантичних вод з Центрального Арктичного басейну. Влітку верхній шар товщиною 10-15 м добре прогрівається до значень +8…+10 °C в південно-східній частині, +3…+4 °C в центральній. Глибше, на горизонті 25 м, температура різко знижується до -1,4…-1,5 °C й ізостатична до самого дна. У західній частині моря, де прогрів менший, ніж на сході, такі різкі відмінності температури за вертикальним розрізом майже не спостерігаються.

### Солоність
Солоність вод моря неоднакова як в просторі, так і в часі, й досить мінлива — від 1 до 34 ‰. Загалом переважають опріснені води солоністю 20-30 ‰. Розподіл солоності по поверхні досить складний — загалом збільшується з південного сходу на північний захід і північ, від району найбільшого притоку прісних материкових річкових вод, які за рік могли б дати за рік шар 135 см прісної води (друге місце в світі після стоку до Карського моря).
Взимку за мінімального річкового стоку та інтенсивному льодоутворенні солоність поверхневих морських вод найбільша, на заході вона вища (34 ‰ поблизу мису Челюскіна), ніж на сході (25 ‰ поблизу острова Котельного). На початку весни солоність залишається досить високою, а в червні, з початком танення льодів, починає знижуватись. Влітку, за максимального річкового материкового стоку, солоність морської води характеризується найнижчими значеннями, особливо в південно-східній частині моря (нижче 5 ‰ у губі Буор-Хая). На заході моря, трохи на північ від лінії острів Петра — мис Анісій, більш солоні води (30-32 ‰). Тобто на сході опріснені води просуваються на північ, а на заході солоні води спускаються на південь. Восени річковий стік скорочується, в жовтні починається льодоутворення, тому відбувається поступове осолонення поверхневих вод.
Загалом солоність із глибиною підвищуєтьс, але нерівномірно в різних районах моря. Взимку на мілководдях вона збільшується від поверхні до 10-15 м і глибше ізостатична до дна. Весняний тип вертикального розподілу солоності, відмінний від зимового, настає з часу інтенсивного танення льоду, коли час солоність різко знижується в поверхневому шарі і зберігає досить високі значення на нижчих горизонтах. Влітку в зоні впливу річкових вод верхній шар 5-10 м сильно опріснений, нижче якого спостерігається дуже різке підвищення солоності. У шарі від 10 до 25 м градієнт солоності місцями сягає 20 ‰ на 1 м. Звідси солоність або залишається незмінною, або поступово підвищується на десяті частки проміле. У північній частині моря солоність порівняно швидко збільшується від поверхні до 50 м, звідси і до 300 м вона підвищується повільніше в межах від 29 до 33-34 ‰, глибше майже не змінюється. Восени в південних районах значення солоності зростають з глибиною і річний стрибок поступово вирівнюється. На півночі однакова солоність охоплює верхній шар, а нижче з глибиною відбувається її збільшення.
Густина морської води визначається її температурою і солоністю, в морі Лаптєвих це переважно остання. Густина морських вод збільшується з південного сходу на північний захід, від поверхні й до дна. Взимку і восени вона вища, ніж влітку і навесні. Взимку і навесні вона майже однакова від поверхні до дна, а влітку стрибок солоності і температури на горизонті 10-15 м визначає виражений стрибок густини. Восени осолонення і охолодження поверхневих вод збільшує їхню густину. Стратифікація вод чітко простежується з кінця весни до початку осені й найбільше виражена в південно-східних і центральних районах, поблизу крижаних полів.

### Водні маси
Визначальна роль в гідрологічних умовах належить процесам, що протікають в поверхневих арктичних водах і в зонах їхньої конвергенції з річковими водами. У морі Лаптєвих спостерігаються 4 типи водних мас:
- Подібно до Карського моря, в морі Лаптєвих переважають поверхневі арктичні води з властивими їм характеристиками і сезонним розшаруванням за температурою, солоністю.
- Конвергентні води утворюються в зонах змішування річкових і поверхневих арктичних вод, через сильний вплив берегового стоку. Водні маси тут мають відносно високу температуру й низьку солоність. На кордоні розподілу річкових і арктичних вод (5-7 м) утворюються великі градієнти солоності та густини.
- Теплі атлантичні води поширені на півночі над значними глибинами під товщею поверхневих арктичних вод. Вони проникають сюди від Шпіцбергена за 2,5-3 роки, трохи вихолоджуючись ніж над жолобами Карського моря.
- Холодні придонні води (температура -0,4…-0,9 °C) на горизонтах 800—1000 м. Солоність їхня майже однорідна — 34,90-34,95 ‰. Формуються вони шляхом опускання охолоджених вод моря материковим схилом на великі глибини.

### Конвекція
Різна ступінь перешарованості вод за вертикаллю обумовлює неоднакові можливості для розвитку перемішування в різних районах моря Лаптєвих. Вітрове перемішування на вільних від криги просторах розвинене слабко внаслідок відносно спокійної вітрової обстановки в теплий сезон, у цей час вітрове перемішування зачіпає лише поверхневий шар до глибини 5-7 м на сході і до 10 м на заході.
Сильне вихолоджування й інтенсивне льодоутворення в холодний сезон викликають активний розвиток конвекції, горизонтальне поширення якої площею моря нерівномірне. Конвекція починається спочатку на північному сході і півночі і максимально зачіпає шар у 100 м; потім в центрі, сягає дна, (40-50 м) ще до початку зими; потім на півдні і південному сході моря, де дна (25 м) сягає тільки наприкінці зими.

### Морські течії
Загальна циркуляція поверхневих вод моря Лаптєвих має характер циклонічної, що утворює прибережний потік, який рухається уздовж материка із заходу на схід, де посилюється течією вод річки Лени — Ленською течією. Невелика частина вод прибережного потоку йде через протоку Саннікова до Східно-Сибірського моря. Велика частина потоку відхиляється на північ і північний захід у вигляді Новосибірської течії виходить за межі моря й з'єднується з Трансарктичною течією. У північно-західній частині моря поблизу Північної Землі відгалужується Східно-Таймирська течія, яка рухається на південь уздовж східних берегів Північної Землі, півострова Таймир і замикає циклонічне кільце.
Швидкість течії в цьому коловороті невелика (2 см/с), а всередині — зона затишшя. Залежно від великомасштабної баричної обстановки центр циклонічної циркуляції розташовується то в північній частині моря, то зміщується в бік Північної Землі. Відповідно виникають відгалуження від основних потоків. Постійні течії порушуються припливними. Циркуляція вод не ясна ще в деталях, особливо щодо руху в нижніх горизонтах, вертикальних складових.

### Припливи й хвилювання
У морі Лаптєвих добре виражені припливи, що мають неправильний півдобовий характер. Припливна хвиля входить з півночі і поширюється до східних берегів, зменшуючись і деформуючись по мірі просування. Величина припливу зазвичай невелика (близько 0,5 м). Тільки в Хатанзькій затоці приплив може сягати 2,0 м в сизигії, що пояснюється рельєфом затоки (поступове зменшення глибини й ширини від гирла до вершини). Припливна хвиля в цій затоці поширюється на 500 км вгору за течією — один з рідкісних випадків настільки глибокого проникнення припливів течією річки. Не дивлячись на такий значний розвиток припливної хвилі на Хатанзі, явища бору не помічене. До інших річок басейну моря приплив майже не заходить і загасає в дельтових протоках поблизу від гирла.
Переважання слабких вітрів, мілинність й льодовий покрив впродовж більшої частини року обумовлюють досить спокійний стан моря (хвилювання 2-4 бали, висоти хвиль до 1 м). У період з липня по серпень (літо) в західній і центральній частинах моря зрідка розвиваються шторми у 5-7 балів, під час яких висота хвиль сягає 4-5 м. Осінь — найбільш штормова пора року (висота хвиль 4-6 м). Незначні висоти хвиль обумовлюються довжиною розгону і незначними глибинами.
Сезонні зміни рівня моря досить незначні. Найбільше вони виражені в південно-східній частині моря, поблизу гирл річок (не більше 40 см). Мінімальна висота рівня спостерігається взимку, максимальна — влітку. Середній рівень моря з року в рік коливається у межах 16-18 см і обумовлюється, головним чином, атмосферною циркуляцією баричних полів і співвідношенням напрямків переважаючих вітрів.
Згінно-нагінні коливання рівня відзначаються повсюдно (найбільші в південно-східній акваторії) й в будь-яку пору року. Вони дають найбільші коливання рівня в морі. Амплітуда сягає 1-2 м (до 2,5 м в бухті Тіксі). Найчастіше згони й нагони спостерігаються восени при сильних і стійких вітрах. Загалом північні вітри наганяють води, а південні — зганяють, але в залежності від конфігурації берегів в кожній окремій місцевості ця обстановка міняється (в південно-східній акваторії нагонні вітри — західні й північно-західні).

### Льодовий режим
Море Лаптєвих вкрито морською кригою різної товщини і віку з жовтня по травень, тобто більшу частину року. Західна частина моря загалом більш льодовита ніж східна.
Льодоутворення починається в кінці вересня і проходить одночасно по всьому простору моря. Взимку в неглибокій (до 20-25 м) східній частині розвивається великий припай (до сотень кілометрів від берега) товщиною до 2 м. Площа цього припая дорівнює приблизно 30 % площі моря. У західній та північно-західній частинах моря припай невеликий і утворюється не кожну зиму. На північ від припаю дрейфуюча крига. Взимку крига постійно виноситься на північ, тому за припаєм утворюються великі площі ополонок і молодої криги. При майже постійному винесенні льодів з моря на північ взимку за припаєм зберігаються значні простори ополонок і молодого льоду: Східна Північноземельська, Таймирська, Ленська і Новосибірська.
|                                                                            |                |               |
| Льодова обстановка південно-східної акваторії влітку (ліва частина знімку) | Льодові тороси | Морська крига |

Починаючи з червня море поступово звільняється від криги. Ленська і Новосибірська ополонки в південно-східній частині стають центрами очищення моря від льоду. До серпня значні простори звільняються від криги. З півночі, уздовж східного берега Таймиру, в море спускається відріг океанічного Таймирського крижаного масиву, в якому нерідко зустрічаються важкі багаторічні льоди. Він стійко зберігається до нового льодоутворення, в залежності від переважних вітрів, переміщується то на північ, то на південь. Місцевоморський Янський крижаний масив, утворений припайними льодами, зазвичай розтає до другої половині серпня, або частково відноситься на північ за межі моря.

## Гідрохімія
Великий материковий стік і вільний зв'язок з водами Північного Льодовитого океану позначаються на гідрохімічних умовах моря Лаптєвих. На відміну від типового для вод Світового океану сольовому складі для вод моря характерний відносно знижений вміст магнію, сульфатів і хлору, а натрію, калію, кальцію і вуглекислоти розчинено трохи вищий.
За змістом розчиненого кисню води північних акваторій дещо багатші, ніж південні, що пов'язано з гіршою аерацією на півдні через різкі відмінності щільності за вертикаллю. Наприкінці літа поверхневий шар, до глибини 10 м, в більшості районів моря на 100 % насичений киснем, в інші сезони вміст кисню знижується, але це питання ще недостатньо вивчене. Із зростанням глибини кількість кисню стає меншою, особливо помітно це на півдні, ніж на півночі, куди надходять добре аеровані води Центрального арктичного басейну.
У поверхневому шарі моря відзначається низький вміст фосфатів і нітратів, іноді на рівні «біологічного нуля», що свідчить про значне споживання планктоном. З глибиною вміст повільно підвищується, але через незначне літнє перемішування вод біогенні речовини з придонних шарів не піднімаються на поверхню й не поповнюють витрат.

## Історія
Господарське освоєння моря розпочалося російськими козаками в першій половині XVII сторіччя, які пройшли повз мис Челюскіна і дістались східного узбережжя Таймиру, що повертало на південь. 1633 року І. Ребров пустився річкою Лена до її гирла, повернув на схід і дійшов морським берегом гирла Яни. Впродовж 1630-х років козаки обстежили усе узбережжя між Хатанзькою і Янською затоками.
Перша топографічна зйомка берегів була проведена під час Великої Північної експедиції 1733—1743 років. Ділянка південного узбережжя на захід від річки Лен була досліджена Василем Прончищевим (1702—1736), Харитоном Лаптєвим (1700—1763), Семеном Челюскіним (1707—1764); на схід — Лассніусом і Дмитром Лаптєвими (1701—1771). Впродовж 1760-1761 років узбережжя на захід від Лени досліджували російські купці І. Бахов та М. Шалауров.
XIX сторіччя ознаменувало появу перших наукових морських експедицій. Під час експедиції Петра Анжу 1820-1824 років була складена докладна карта Новосибірських островів і материкового узбережжя між Оленьком та Індігіркою. У 1878 році море досліджував Адольфа Норденшельд під час першого проходження північно-східним шляхом із Атлантики до Тихого океану на судах «Вега» і «Лена».
Починаючи з XX століття Росія веде планомірне вивчення та освоєння моря Лаптєвих. У сезон 1900-1902 років в морі Лаптєвих працювала експедиція Едуарда Толля. Під час першої російської гідрографічної експедиції 1912-1914 років на судах «Вайгач» і «Таймир» була відкрита Північна Земля, складена морська карта і лоція моря Лаптєвих. Численні експедиції досліджують море: 1927 року — шхуна «Полярна зірка», 1932 — «Сибіряков», 1933 — «Челюскін», 1934 — криголам «Літке», інші експедиції Гідрографічного управління Арктичного інституту.
1933 року було відкрито перший регулярний морський рейс, пароплави «Товариш Сталін» і «Володарський» пройшли із заходу до бухти Тіксі, а пароплав «Правда» дістався бухти Нордвік.
За часів найінтенсивнішого періоду освоєння північних регіонів Росії транспортне сполучення морем велося окрім головного порту Тіксі в дельті Лени також в затоці Кожевнікова, бухті Нордвік, на узбережжі Хатанзької затоки, гирлі Яни.

## Біологія
Акваторія моря утворює окремий екорегіон моря Лаптєвих арктичної морської зоогеографічної провінції. У зоогеографічному відношенні донна фауна континентального шельфу й острівних мілин до глибини 200 м належить до арктичної циркумполярної області арктичної зони.
Головним продуцентом біомаси в морі слугує фітопланктон, представлений діатомовими водоростями. Зоопланктон представляють численні інфузорії, коловертки, веслоногі рачки, амфіподи. Бентос складають форамініфери, багатощетинкові черви, рівноногі рачки (морський тарган Saduria entomon), молюски, мшанки.
Іхтіофауна представлена морськими, прохідними й напівпрохідними видами риб. У морі Лаптєвих водяться: голець (Salvelinus), ряпушка (Coregonus albula), нельма (Stenodus nelma), омуль (Coregonus autumnalis), сиг (Coregonus).
Морські ссавці представлені нерпою (Pusa), моржом (Odobenus rosmarus), білухою (Delphinapterus leucas).
На узбережжі водяться північний олень (Rangifer tarandus), лемінги (Lemmus), ховрашки (Spermophilus). Серед хижаків — білий ведмідь (Ursus maritimus) і полярний песець (Vulpes lagopus).
Влітку в дельтах і гирлах річок гніздяться численні стада гусей, куликів та інших водоплавних птахів. Постійно в тундрі мешкають полярна сова (Bubo scandiacus) і куріпка (Lagopus muta). На скелях узбереж островів — «пташині базари» морських птахів — кайри (Uria), чистуни (Cepphus), мартини (Larus).

## Господарське використання
Сувора високоширотна природа і віддаленість від головних транспортних магістралей світу обмежують можливість господарського використання ресурсів моря Лаптєвих. Незначні промисли риби і морського звіра в районах гирл великих річок мають суто місцеве значення.

### Порти

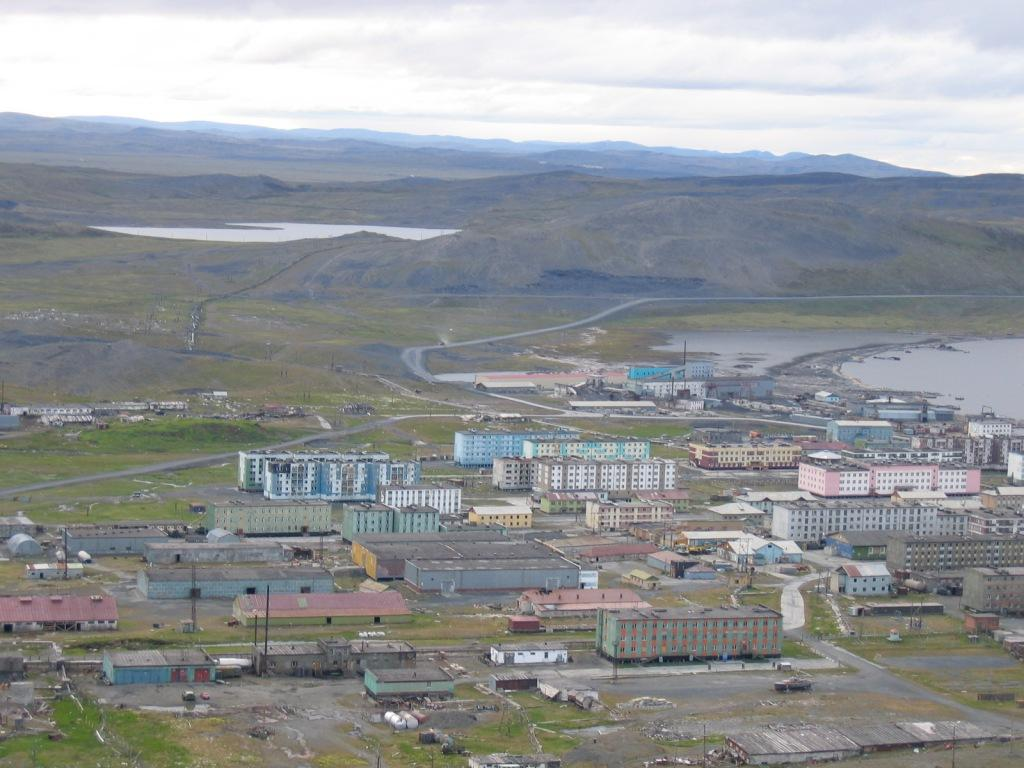
Головний морський порт — Тіксі

Головний напрямок його економіки — транспортні перевезення Північним морським шляхом. Провідне місце в них займає транзит вантажів і певну роль відіграють доставка і відправлення вантажів в кінцеві пункти, головним чином порт Тіксі. Вантажообіг порту Тіксі починаючи з 2008 року невпинно зростає від нульових значень в 1990-2000-х роках до 358 тис. тон в 2012. В порту використовують 8 суховантажних причали, 2 допоміжних, нафтоналивний причал із 2 затоплених ліхтерів у вигляді літери «Т». Завозиться паливо, продукти харчування, промислові товари, обладнання, будівельні матеріали; вивозиться — ліс, лісоматеріали.
Серед інших портів місцевого значення: Усть-Оленьок в гирлі Оленька, Хайир в гирлі Яни. Велике значення для інфраструктури моря мають також річкові порти в басейні моря, бо для Східного Сибіру річки залишаються головними транспортними магістралями: Хатанга на Хатанзі, Урюнг-Хая і Саскилах на Анабарі, Таймилир і Тюмяті на Оленьку, Тіт-Ари і Чекуровка на Лені, Хайир на Омолоні, Козаче на Яні.
За часів СРСР були прокладені шляхи регулярних морських рейсів: Діксон — Тіксі (1900 км), Тіксі — Уелен (2400 км), Хатанга — Уелен (3200 км), Хатанга — Тіксі (1200 км). Було розвинене каботажне судноплавство, перегін лісу на плотах.

## Дослідження
У морі Лаптєвих проводяться систематичні комплексні наукові й науково-прикладні дослідження найважливіших проблем моря:
- загальна циркуляція вод,
- взаємодія морських і річкових вод,
- льодовий баланс,
- комплекс шельфової зони,
- гідрометеорологічні прогнози різної завчасності,
- наукове обслуговування арктичного мореплавання.